# 스케이트 리딩☆스타즈
《스케이트 리딩☆스타즈》(スケートリーディング☆スターズ)는 일본의 애니메이션이다. 2021년 1월부터 3월까지 방영되었다.